# 張繼 (成化進士)
張繼（1451年—？），字述之，陝西鳳翔府鳳翔縣人，軍籍，明朝政治人物。

## 生平
八月初五日生，成化七年（1471年）辛卯科陝西鄉試第七名舉人，十四年（1478年）中式戊戌科會試第五十一名，三甲第六十二名進士。弘治六年（1493年）由南京户部郎中升順德府知府，有清水明鏡之歌。弘治九年丙辰（1496年）三年考满，百姓诣闕奏留。十三年升廣東左參政，以母老疏辞，不獲准，遂勉强赴任，不久去世。

## 家族
曾祖張忠；祖父張霖；父張浩，監事。母米氏。具慶下。兄缙、绅。娶田氏，继娶馬氏。